# Голуб білоголовий
Голуб білоголовий (Columba leucomela) — вид птахів родини голубових (Columbidae).

## Зовнішній вигляд
Птах завдовжки 38-41 см. Крило 15-16 см. Спереду шия біла, а позаду сірувата, крила чорні, груди темно-білі і чорний хвіст. Дзьоб невеликого розміру приблизно 1 см, червоний з жовтим кінчиком. Очне кільце і ноги червоні, а очі блідо-оранжеві або жовті.

## Ареал
Птахи мешкають на сході Австралії вздовж Великого вододільного хребта. Трапляється у тропічних дощових лісах, буші, відкритих місцевостях з високими деревами.

## Спосіб життя
Трапляється поодинці, парами або невеликими зграями. Живиться насінням та дрібними плодами. Розмножується з жовтня по грудень. Гніздо будує з гілочок у кроні дерев. У кладці одне яйце.